# 許志杉
許志杉（1963年6月22日—）是台灣退役殘疾桌球運動員。 他在連續三屆殘奧會上獲得銅牌：1996 年、2000 年和 2004 年。
他在三歲時感染了小兒麻痺症，導致左腿殘疾。

## 資料來源
1. ↑  . Daum. 2007-10-31  [2020-02-12] （韩语）.[]
2. ↑  Su Jia-hsiang. . 民生報. 2004-09-07  [12 February 2020]. （原始内容存档于2021-11-06） （中文）.
3. ↑  . ITTF.   [2020-02-12]. （原始内容存档于2021-11-08）.
4. 1 2  . International Para Table Tennis Federation.   [2020-02-12]. （原始内容存档于2021-11-06）.
5. ↑  Lee Andong. . 中央通訊社. 2007-09-12  [2020-02-12]. （原始内容存档于2021-08-29） （中文）.